# Trest zákazu pobytu
Trest zákazu pobytu je trest, který významně omezuje svobodu pohybu a pobytu odsouzeného. Tyto svobody jsou zaručeny Listinou základních práv a svobod, ale mohou být omezeny zákonem, pokud je to nutné k ochraně státu, udržení veřejného pořádku, ochraně zdraví nebo práv a svobod druhých a ochraně přírody.
Trest spočívá v tom, že po dobu jeho výkonu je odsouzenému znemožněno přebývání na určitém místě České republiky, přičemž tento prostor musí být v rozsudku jasně vymezen, aby při výkonu trestu nevznikaly pochybnosti a aby bylo možné kontrolovat jeho dodržování. Ze závažných důvodů může být odsouzenému v průběhu výkonu trestu uděleno povolení ke krátkodobému pobytu v zakázaném prostoru, toto povolení uděluje policejní orgán.

## Trest zákazu pobytu vtrestním zákoníku
Trest zákazu pobytu byl do trestního práva zaveden s účinností od 1. ledna 1970.[zdroj⁠?!] Účel zakotvení daného trestu vysvětlilo trestní kolegium Nejvyššího soudu Československé socialistické republiky těmito slovy: „Rozšíření dosavadních druhů trestů o trest zákazu pobytu si vyžádala potřeba dalšího a účinnějšího prohloubení a posílení ochrany společnosti před trestnou činností asociálních živlů, především recidivistů, výtržníků a příživníků.“ 
V současné podobě je trest zákazu pobytu v § 75 trestního zákoníku (č. 40/2009 Sb.) popsán takto:
§ 75 Zákaz pobytu

(1) Soud může uložit trest zákazu pobytu na jeden rok až deset let za úmyslný trestný čin, vyžaduje-li to se zřetelem na dosavadní způsob života pachatele a místo spáchání činu ochrana veřejného pořádku, rodiny, zdraví, mravnosti nebo majetku; trest zákazu pobytu se nesmí vztahovat na místo nebo obvod, v němž má pachatel trvalý pobyt.
(2) Trest zákazu pobytu může být uložen jako samostatný trest za trestný čin, na který trestní zákon stanoví trest odnětí svobody, jehož horní hranice trestní sazby nepřevyšuje tři léta, jestliže vzhledem k povaze a závažnosti spáchaného trestného činu a osobě a poměrům pachatele uložení jiného trestu není třeba.
(3) Soud může uložit pachateli na dobu výkonu tohoto trestu přiměřená omezení a přiměřené povinnosti uvedené v § 48 odst. 4 směřující k tomu, aby vedl řádný život; zpravidla mu též uloží, aby podle svých sil nahradil škodu nebo odčinil nemajetkovou újmu, kterou trestným činem způsobil, nebo aby vydal bezdůvodné obohacení získané trestným činem.
(4) Jde-li o pachatele ve věku blízkém věku mladistvých, může soud v zájmu využití výchovného působení rodiny, školy a dalších subjektů uložit, a to samostatně nebo vedle přiměřených omezení a přiměřených povinností uvedených v § 48 odst. 4, též některá z výchovných opatření uvedených v zákoně o soudnictví ve věcech mládeže za obdobného užití podmínek stanovených pro mladistvé.
(5) Do doby výkonu trestu zákazu pobytu se doba výkonu trestu odnětí svobody nezapočítává; rozhodnutí podle odstavců 3 a 4 činí soud až po výkonu trestu odnětí svobody nebo po podmíněném propuštění.

(6) Trest zákazu pobytu spočívá v tom, že se odsouzený nesmí po dobu výkonu tohoto trestu zdržovat na určitém místě nebo v určitém obvodu; k přechodnému pobytu na takovém místě nebo v takovém obvodu v nutné osobní záležitosti je třeba povolení.

Důvodová zpráva[zdroj⁠?!] k § 73 až 77:
Vzhledem k tomu, že podmínky a ukládání trestů zákazu činnosti, zákazu pobytu, ztráty čestných titulů a vyznamenání a ztráty vojenské hodnosti se v praxi osvědčily a není důvod k jejich zásadní změně, přebírá osnova tyto tresty do navrhovaného trestního zákoníku v podstatě beze změny, pouze s drobnými upřesněními, která navazují na změny týkající se základů trestní odpovědnosti a obecných zásad pro ukládání trestů. V návaznosti na to byla stanovení § 73 až 77 jen přehledněji uspořádána.
U trestu zákazu pobytu byla zvýšena trestní sazba z 5 na 10 let z důvodu sjednocení maximální sazby s trestem zákazu činnosti a s trestem vyhoštění. Důvodem je mj. i skutečnost, že trest zákazu pobytu plní obdobnou funkci ve vnitrostátním právu, jíž plní u cizinců trest vyhoštění. Navíc byla u tohoto druhu trestu upravena možnost využití u pachatelů ve věku blízkém věku mladistvých uložení některých z výchovných opatření uvedených v zákoně o soudnictví ve věcech mládeže za obdobného užití podmínek stanovených pro mladistvé (§ 75 odst. 4).
Trest ztráty vojenské hodnosti se omezuje jen na ozbrojené síly (dříve vojsko), neboť v ozbrojených sborech má hodnost zcela jiný charakter a hodnostní označení je odlišné od hodností vojenských v ozbrojených silách (srov. i zákon č. 361/2003 Sb., o služebním poměru příslušníků bezpečnostních sborů, ve znění pozdějších předpisů).[zdroj⁠?!]

### Komentář k trestu zákazu pobytu v trestním zákoníku
Účelem trestu zákazu pobytu je odsunutí pachatele z prostředí, kde páchal trestnou činnost. Toto opatření mu má pomoci trestnou činnost neopakovat, v opačném případě by jej prostředí mohlo v budoucnu dále negativně ovlivňovat. Funkce trestu je tedy zábranná. Bývá uložen především vedle jiného druhu trestu (při splnění podmínek v § 75 odst. 1 trestního zákoníku 40/2009 Sb.), ale také jako samostatný trest (při splnění podmínek § 75 odst. 2).
Horní hranice doby trvání trestu byla upravena tak, aby se shodovala s horní hranicí dalších podobných druhů trestů, jako jsou zákaz činnosti, zákaz vstupu na sportovní, kulturní a jiné společenské akce a vyhoštění na dobu určitou. Trest zákazu pobytu nelze stanovit na dobu kratší než 1 rok nebo delší než 10 let. Tato horní hranice však může být překročena součtem dříve uloženého a nyní ukládaného trestu zákazu pobytu, jestliže se tento další trest ukládá v době, kdy dřívější trest ještě nebyl vykonán. To platí i za situace, bylo-li podmíněně upuštěno od výkonu zbytku dřívějšího trestu zákazu pobytu.
Mírnější forma trestu zákazu pobytu bývá uložena za účelem dovršení nápravy pachatele a ochrany společnosti. Má podobu přiměřených omezení a přiměřených povinností (§ 48 odst. 4, § 75 odst. 3).
Trest zákazu pobytu se nesmí vztahovat na místo trvalého pobytu pachatele. Podle soudní praxe však okolnost, že je pachatel formálně přihlášen k trvalému pobytu v určitém místě, ještě neznamená, že se tam pachatel skutečně zdržuje. Je proto nutné zjistit, které místo má skutečný, ne pouze formální charakter jeho trvalého pobytu.
Tento trest lze uložit také cizinci, bezdomovci nebo osobě, které bylo přiznáno postavení azylanta. U cizinců ovšem nelze zaměňovat trest zákazu pobytu s administrativním opatřením nazývaným správní vyhoštění, které se obsahově shoduje s trestem vyhoštění, protože se vztahuje na území celé České republiky.

## Trest zákazu pobytu v dřívějším zákonu o přestupcích
Dne 19. prosince 2012 Poslanecká sněmovna schválila novelu tehdejšího zákona o přestupcích č. 200/1990 Sb., kde byla do přestupkového práva zavedena nová sankce zákazu pobytu. Předpis vyšel ve Sbírce zákonů pod č. 494/2012 Sb. a účinnosti nabyl k 15. lednu 2013.
Nejdříve jej přes nesouhlasné stanovisko vlády ČR poprvé schválila Poslanecká sněmovna dne 21. 3. 2012, následně byl zákon vrácen Senátem, který drtivou většinou hlasů (žádný nebyl proti, několik senátorů se zdrželo) návrh zamítl dne 25. dubna 2012. Poslanci vládní koalice však vytrvali, a Senát přehlasovali dne 5. června 2012. Následně využil dne 19. června 2012 svého veta prezident republiky. Poslanci i přesto na sklonku roku 2012 prezidentské veto přehlasovali. 
Sankce zákazu pobytu v zákonu o přestupcích byl popsán takto:
§ 15a

(1) Zákaz pobytu lze uložit jen za přestupky uvedené ve zvláštní části tohoto zákona nebo v jiném zákoně a na dobu nejdéle tří měsíců za předpokladu, že
a) byl přestupek spáchán úmyslným jednáním významně narušujícím místní záležitosti veřejného pořádku,
b) byl pachatel v posledních dvanácti měsících přede dnem spáchání přestupku pravomocně uznán vinným z přestupku za obdobné jednání, kterého se dopustil na území stejné obce, a
c) uložení takové sankce je nezbytné k zajištění ochrany místních záležitostí veřejného pořádku na území obce; sankce zákazu pobytu se nesmí vztahovat na místo nebo obvod, v němž má pachatel trvalý pobyt nebo hlášený pobyt podle zvláštního právního předpisu.
(2) Zákaz pobytu spočívá v tom, že se pachatel nesmí po dobu trvání zákazu pobytu zdržovat na území obce nebo její části, v níž se opakovaně dopustil přestupku ve smyslu odstavce 1, vymezené v rozhodnutí správního orgánu, který zákaz pobytu uložil.
(3) Obecní úřad obce, na jejímž území má pachatel trvalý pobyt nebo hlášený pobyt podle zvláštního právního předpisu, může pachateli na základě jeho žádosti udělit povolení ke krátkodobému pobytu na území obce uvedené v odstavci 2 nebo její části. Povolení lze udělit, má-li pachatel k pobytu na území obce závažné osobní důvody, kterými jsou zejména návštěva lékaře nebo orgánu veřejné moci. Obecní úřad může povolení udělit pouze se souhlasem správního orgánu, který zákaz pobytu uložil. O žádosti rozhodne obecní úřad bezodkladně, nejpozději do pěti pracovních dnů od zahájení řízení. Nejsou-li splněny podmínky pro vydání povolení, vydá obecní úřad rozhodnutí, kterým žádost zamítne; jinak povolení udělí; žadateli vydá namísto písemného vyhotovení rozhodnutí potvrzení o povolení k pobytu. Povolení, kterým je žadateli umožněn krátkodobý pobyt na území obce nebo její části, v níž má zakázán pobyt, obsahuje vždy vymezení, v jaké době a za jakým účelem je krátkodobý pobyt povolen. Při pobytu na území obce nebo její části, v níž má pachatel zakázán pobyt, je povinen mít při sobě potvrzení podle tohoto ustanovení.
(4) Od výkonu zbytku zákazu pobytu lze po uplynutí poloviny doby výkonu této sankce upustit, jestliže pachatel přestupku způsobem svého života prokázal, že její další výkon není potřebný.

(5) O uložení zákazu pobytu, místu a době jeho trvání, popřípadě o upuštění od jeho výkonu, uvědomí správní orgán, který zákaz pobytu uložil, neprodleně Policii České republiky a v případě občanů České republiky rovněž obecní úřad obce, na jejímž území má pachatel trvalý pobyt.

Zákon č. 200/1990 Sb. však byl k 1. červenci 2017 zrušen a nahrazen zákonem č. 250/2016 Sb., odpovědnosti za přestupky a řízení o nich, který již tento druh správního trestu za přestupek nezná (§ 35).

### Komentář k dřívějšímu zákonu o přestupcích
Sankci zákazu pobytu lze uložit nejvýše na dobu tří měsíců. Má především výchovnou a preventivní funkci. Ukládá se v případě, kdy byl opakovaně spáchán přestupek proti veřejnému pořádku, občanskému soužití nebo proti majetku.
Po uplynutí poloviny doby výkonu sankce může správní orgán, který sankci zákazu pobytu uložil, od zbytku výkonu upustit na základě žádosti, kterou mu podá pachatel přestupku. Jedinou podmínkou je to, že pachatel přestupku svým životem prokázal, že další výkon této sankce nebude potřebný. Podané žádosti musí správní orgán buď zcela vyhovět, nebo ji zcela zamítnout, nelze žádosti vyhovět jen částečně.

## Dopady trestu zákazu pobytu
Negativní důsledky trestu se mohou projevit v oblasti resocializace pachatele, protože bývá v některých případech donucen změnit místo zaměstnání, popřípadě má omezenou možnost najít jiné vhodné uplatnění. Pokud má pachatel užitečné sociální vazby na dané místo, pak bývají rovněž negativně ovlivněny.
Nedodržování uloženého trestu zákazu pobytu nebo přiměřených omezení a přiměřených povinností může být postiženo jako trestný čin maření výkonu úředního rozhodnutí a vykázání. V méně závažných případech je překážkou pro podmíněné upuštění od výkonu zbytku trestu zákazu pobytu.